# AquaBounty Technologies
AquaBounty Technologies es una empresa de biotecnología con sede en Maynard, Massachusetts, Estados Unidos. La empresa destaca por su investigación y desarrollo de peces modificados genéticamente. Su objetivo es crear productos destinados a aumentar la productividad de la acuicultura . A partir de 2020, se ha aprobado la venta de salmón en Canadá y Estados Unidos.

## Productos
La empresa ha desarrollado salmones, truchas y tilapias híbridos diseñados para crecer más rápido que los peces tradicionales. Solo el salmón ha obtenido la aprobación de los gobiernos (Canadá y Estados Unidos) y es el primer animal modificado genéticamente aprobado para el consumo. Su salmón atlántico híbrido incorpora un gen de un salmón Chinook, que lleva una sola copia de la forma α integrada de forma estable de la construcción genética opAFP-GHc2 en el locus α de la línea EO-1α (Ocean Pout AKA Eel). AquaBounty ha patentado y registrado este pez como salmón AquAdvantage, una hembra de salmón del Atlántico estéril que puede alcanzar el tamaño comercial en la mitad de tiempo que el salmón convencional.
La empresa ha informado que realizó su primera venta de 4,5 toneladas de salmón AquaAdvantage a clientes canadienses en julio de 2017.

## Finanzas
En 2012, un artículo del New York Times informaba que las finanzas de AquaBounty no estaban en buena forma y la empresa tuvo que reducir su plantilla de 27 a 12 personas. En marzo de 2012, AquaBounty levantó en una ronda de financiacion dos millones de dólares de nuevo capital, pero esta solo duraría hasta finales de año.
El inversor georgiano Kakha Bendukidze poseía el 47,6% de las acciones de la empresa antes de venderla a la empresa estadounidense de biología sintética Intrexon en octubre de 2012 (hoy en día dicha empresa cambio de nombre a Precigen). Intrexon (Precigen hoy) puso 500.000 dólares de financiación puente y ofreció comprar el resto de la empresa. Intrexon adquirió la propiedad mayoritaria de Aquabounty en 2013. En 2019, Intrexon vendió Aquabounty -que sigue siendo una empresa pública- a TS Aquaculture, LLC, una empresa privada gestionada por Third Security, LLC, una empresa de capital riesgo dirigida por el antiguo presidente y director general de Intrexon, Randal J. Kirk.

## Historia
La tecnología genética subyacente que acelera el crecimiento y reduce el tiempo de comercialización del salmón AquAdvantage se desarrolló en 1989 en la Universidad Memorial de Terranova (Canadá).  En 2003, se presentó el primer estudio oficial del pez en Estados Unidos a la Administración de Alimentos y Medicamentos (FDA), que dictaminó que los peces eran seguros para el consumo y no suponían una amenaza para el medio ambiente cuando se criaban en granjas acuícolas en tierra.  En 2012, se presentó una solicitud al Ministeri de Salud Canadiense (Health Canada) para permitir la venta de los peces modificados genéticamente en Canadá y la solicitud fue aprobada posteriormente. El salmón AquAdvantage recibió la aprobación de la FDA en 2015 y la primera cosecha de salmón en Estados Unidos se produjo en 2020 en su granja acuícola de Indiana.